# Przygody Olivera Twista
Przygody Olivera Twista (fr. Nouvelles Aventures d’Oliver Twist, ang. Saban’s Adventures of Oliver Twist, 1997–1998) – amerykańsko-francuski serial animowany zrealizowany przez wytwórnię „Saban Entertainment”. Serial swobodnie nawiązuje do powieści Oliver Twist Karola Dickensa. Bohaterowie mają wygląd zwierząt.
W 2001 roku, po przejęciu przez The Walt Disney Company Fox Kids Worldwide, w tym Saban Entertainment, prawa do serialu przeszły na Disneya.

## Fabuła
Serial opowiada o małym spryciarzu z Londynu, który nie bardzo lubi pracować, za to kocha najbardziej fantastyczne i niesamowite przygody. Jego życie jest pasmem nieprzewidzianych wydarzeń oraz niebezpieczeństw. Po ucieczce z sierocińca Oliver trafia do gangu uliczników. Tam uczy się samodzielności, sprytu i dawania sobie rady w trudnych sytuacjach.

## Bohaterowie
- Oliver Twist – osierocony pies, uciekinier z przytułku, starający się zdobyć szacunek przyjaciół Artura Spryciarza i Czarusia Beli, a także mający nadzieję na znalezienie matki, od której został oddzielony.
- Artur Spryciarz – Przyjaciel Olivera. Przebiegły i pełen pomysłów królik.
- Czaruś Bela – spokojny prosiak, który jest ciągle głodny i ma tendencję do pakowania się w tarapaty.
- Nancy – uprzejma i miła kotka, która marzy o zostaniu aktorką.
- Anushka – suczka, która jest rosyjską księżniczką nie okazującą poważania chłopcom.
- Fagin – czerwony lis, który jest liderem gangu uliczników.
- Pryncypał – wilk, główny wróg Olivera i dyrektor przytułku. Często wysyła swoje dwa koty Pazura i Nochala, by schwytać Olivera i również jego dwóch przyjaciół.
- Pazur i Nochal – dwa koty, słudzy i pomagierzy Pryncypała mający schwytać Olivera, Artura i Czarusia.
- Bill Sikes – brązowy niedźwiedź, brutalny bandyta, który grozi wymuszeniem i zastraszeniem, by zdobyć pieniądze.

## Obsada
- Mona Marshall – Oliver Twist (pies)
- Brianne Siddall – Artur Spryciarz (królik)
- Tony Pope – Czaruś Bela (prosiaczek)
- Barbara Goodson – Anużka (pies)
- Bob MacGarva – Fagin (lis)

## Wersja polska
Wersja polska: dla TVN – Master Film

Reżyseria: 
- Małgorzata Boratyńska (odc. 1-4, 8-9, 11, 15-18, 22-25, 29-32, 36-39, 42-46, 50-52),
- Maria Horodecka (odc. 5-7, 12-14, 19, 21, 26-28, 33-35, 40-41, 47-49)

Dialogi: 
- Danuta Dowjat (odc. 1, 7, 17, 25-26, 36-40, 44-46),
- Anna Maria Nowak (odc. 2, 9, 15-16, 22-24, 30, 41-43),
- Krystyna Dembińska (odc. 3, 6, 12-14, 19, 21, 27-29),
- Stanisława Dziedziczak (odc. 4-5, 18, 31-32, 50-52),
- Wojciech Szymański (odc. 8),
- Elżbieta Kowalska (odc. 11),
- Maria Horodecka (odc. 33-35, 47-49)

Dźwięk: 
- Jakub Lenarczyk (odc. 1-4),
- Renata Gontarz (odc. 5-7),
- Dariusz Stanek (odc. 8-9, 11, 15-18, 22-25, 29-32, 36-39, 42-46, 50-52),
- Aneta Michalczyk-Falana (odc. 12-13, 19, 21, 26),
- Urszula Ziarkiewicz (odc. 14, 27-28, 34, 40, 47-49),
- Małgorzata Gil (odc. 33, 35, 41)

Montaż: 
- Krzysztof Podolski (odc. 1-4, 8-9, 11, 15-18, 22-25, 29-32, 36-39, 42-46, 50-52)
- Gabriela Turant-Wiśniewska (odc. 5-7, 12-14, 19, 21, 26-28, 33-35, 40-41, 47-49)

Teksty piosenek: Andrzej Brzeski

Opracowanie muzyczne: Eugeniusz Majchrzak

Kierownictwo produkcji: Agnieszka Wiśniowska

Wystąpili:
- Brygida Turowska – Artur Spryciarz
- Mariusz Krzemiński – Oliver Twist
- Cezary Kwieciński – Czaruś Bela
- Janusz Bukowski – Fagin
- Agata Gawrońska – Anużka
- Karina Kunkiewicz – Nancy
- Krzysztof Zakrzewski – Bill Sajk
- Andrzej Chudy – Pryncypał
- Mieczysław Morański – Nochal
- Mirosław Guzowski – Pazur
- Katarzyna Skolimowska
- Wojciech Machnicki
- Krzysztof Strużycki
- Józef Mika
- Krzysztof Szczerbiński
- Mirosław Wieprzewski
- Sławomir Grzymkowski
- Wojciech Paszkowski
- Mariusz Leszczyński
- Andrzej Gawroński
- Tomasz Marzecki
- Jarosław Domin
- Beata Jankowska
- Tomasz Bednarek
- Agnieszka Matysiak
- Jerzy Molga
- Adam Bauman
- Ryszard Olesiński
- Ryszard Nawrocki
- Jacek Kopczyński
- Mirosława Krajewska
- Izabella Bukowska
- Jan Kulczycki
- Janusz Wituch
- Zbigniew Konopka
- Małgorzata Kaczmarska
- Aleksander Mikołajczak
- Agnieszka Kunikowska
- Piotr Zelt
- Teresa Lipowska
- Elżbieta Jędrzejewska
- Anna Apostolakis
- Włodzimierz Bednarski
- Katarzyna Kozak

Lektor: Jacek Mikołajczak

## Odcinki
- Serial składa się z 52 odcinków.
- Serial był emitowany na kanale Jetix Play, z pominięciem odcinka 20. Wcześniej można go było również obejrzeć na kanałach TVN i Fox Kids.
- Serial był emitowany w Jetix Play od 1 listopada 2003 roku (odcinki 1-20). Kolejne odcinki Jetix Play emitował od 8 lipca 2006 (21-26) oraz od 5 sierpnia 2006 (27-52).

### Spis odcinków
| N/o            | Polski tytuł                   | Angielski tytuł                  | Niemiecki tytuł                  |
| -------------- | ------------------------------ | -------------------------------- | -------------------------------- |
|                |                                |                                  |                                  |
| SERIA PIERWSZA |                                |                                  |                                  |
|                |                                |                                  |                                  |
| 01             | Ucieczka Olivera               | Oliver’s Narrow Escape           | Olivers Flucht                   |
|                |                                |                                  |                                  |
| 02             | Wyścigi w Ascot                | Horsing Around                   | Adel verpflichtet                |
|                |                                |                                  |                                  |
| 03             | Czas na występ                 | Show Time                        | Die Schöne und das Biest         |
|                |                                |                                  |                                  |
| 04             | Oto prawdziwy duch             | That’s The Spirit                | Charlies Mutprobe                |
|                |                                |                                  |                                  |
| 05             | Wielki ser                     | The Big Cheese                   | Alles Käse!                      |
|                |                                |                                  |                                  |
| 06             | Wróżka                         | Misfortune Teller                | Sag die Unwahrheit!              |
|                |                                |                                  |                                  |
| 07             | Zwiedzaj Londyn z nami         | Tour Of The Town                 | Die Stadtrundfahrt               |
|                |                                |                                  |                                  |
| 08             | Nocna Odyseja                  | Night Odyssey                    | Ein Licht am Fluss               |
|                |                                |                                  |                                  |
| 09             | Opowieść zimowa Anużki         | Annushka’s Winter Tale           | Annuschkas Wintermärchen         |
|                |                                |                                  |                                  |
| 10             | Podróż balonem                 | Full Of Hot Air                  | Heiße Luft!                      |
|                |                                |                                  |                                  |
| 11             | Nowy powóz                     | What A Nag                       | Das Rennen                       |
|                |                                |                                  |                                  |
| 12             | Niebezpieczne zajęcie          | Hair & There                     | Haarputz                         |
|                |                                |                                  |                                  |
| 13             | Poszukiwanie skarbu            | Treasure Hunt                    | Die Schatzsuche                  |
|                |                                |                                  |                                  |
| 14             | Morska wyprawa                 | Ship Unshape                     | Schiff ahoi                      |
|                |                                |                                  |                                  |
| 15             | Gang kominiarczyków            | Chimney Sweeps Gang              | Die Schornsteinfegerbande        |
|                |                                |                                  |                                  |
| 16             | Trzech chłopców i dziecko      | 3 Boys And A Baby                | Drei Jungs und ein Baby          |
|                |                                |                                  |                                  |
| 17             | Podziękowania dla Fagina       | Thank You Fagin                  | Ein Dank an Fagin                |
|                |                                |                                  |                                  |
| 18             | Ratując dom i życie            | Disguise And Dolls               | Macht’s gut Termiten             |
|                |                                |                                  |                                  |
| 19             | Przyjaźń i zabawa              | Good Sports                      | Sport ist gesund                 |
|                |                                |                                  |                                  |
| 20             |                                | A Trunk Full of Surprises        | Jagd auf Momo                    |
|                |                                |                                  |                                  |
| 21             | Koza                           | Get My Goat                      | Lauf, Zicklein, lauf!            |
|                |                                |                                  |                                  |
| 22             | Regaty                         | River Regata                     | Die Flussregatta                 |
|                |                                |                                  |                                  |
| 23             | W królestwie cyrku             | Clowning Around                  | Unterm Zirkuszelt                |
|                |                                |                                  |                                  |
| 24             | Inwazja kosmitów               | Landing In London                | Besuch aus dem All               |
|                |                                |                                  |                                  |
| 25             | Zabawa w śnieżki               | Snow On The Go                   | Dodger im Schneegeschäft         |
|                |                                |                                  |                                  |
| 26             | Detektywi                      | Somewhere                        | Die Goldgirlande                 |
|                |                                |                                  |                                  |
| SERIA DRUGA    |                                |                                  |                                  |
|                |                                |                                  |                                  |
| 27             | Niech żyją żaby                | Loads ’O Toads                   | Sei kein Frosch                  |
|                |                                |                                  |                                  |
| 28             | Jednodniowa caryca             | Tsarina For A Day                | Zarin für einen Tag              |
|                |                                |                                  |                                  |
| 29             | Budyń Anużki                   | Pudding ’Em In Their Place       | Anuschkas Super-Pudding          |
|                |                                |                                  |                                  |
| 30             | Czaruś kontra rabusie          | The Not-So-Great Train Robbery   | Der kleine Postraub              |
|                |                                |                                  |                                  |
| 31             | Dobry sposób na spędzenie dnia | That’s Snow Way To Spend The Day | Mit dem Schneemann in den Süden  |
|                |                                |                                  |                                  |
| 32             | Pasieka                        | The Boys And The Bees            | Die Honigschleckerbande          |
|                |                                |                                  |                                  |
| 33             | Odnaleziona mama               | Oliver’s Other Mother            | Der Köder                        |
|                |                                |                                  |                                  |
| 34             | Piraci na Tamizie              | River Raiders                    | Flusspiraten                     |
|                |                                |                                  |                                  |
| 35             | Starszy brat                   | Undercover Brother               | Mein Freund, der Spion           |
|                |                                |                                  |                                  |
| 36             | Małe kłamstwo                  | The Little Lie                   | Lügen haben kurze Beine          |
|                |                                |                                  |                                  |
| 37             | Dr. Jerkyl i Strach            | Jerkyl And Snide                 | Dr. Jerkyl und Mr. Snide         |
|                |                                |                                  |                                  |
| 38             | Smok                           | Kind Of A Dragon                 | Das Zauberschwert                |
|                |                                |                                  |                                  |
| 39             | Nowy członek ferajny           | New Friend At The Fellowship     | Affenliebe                       |
|                |                                |                                  |                                  |
| 40             | Spis ludności                  | Common Census                    | Die Waisenzählung                |
|                |                                |                                  |                                  |
| 41             | Jego wysokość Fagin            | My Fair Fagin                    | Die Schaumschläger               |
|                |                                |                                  |                                  |
| 42             | Małe jest piękne               | The Long Ant The Short Of It     | Der verrückte Doktor             |
|                |                                |                                  |                                  |
| 43             | Owocna współpraca              | It Takes Two To Tangle           | Wenn zwei sich streiten...       |
|                |                                |                                  |                                  |
| 44             | Tort Trojański                 | The Trojan Cake                  | Manche mögen’s süß               |
|                |                                |                                  |                                  |
| 45             | Wyjątkowa mama                 | Muddah Knows Best                | Mutti ist die Beste              |
|                |                                |                                  |                                  |
| 46             | Powrót do domu                 | You Can Go Home Again            | Rabeneltern                      |
|                |                                |                                  |                                  |
| 47             | Wielkie polowanie              | The Great London Scavenger Hunt  | Die Schatz-Rally                 |
|                |                                |                                  |                                  |
| 48             | Tajemniczy ślad                | Mystery Trail                    | Fagin wird entführt              |
|                |                                |                                  |                                  |
| 49             | Aktorka Anużka                 | Annushka’s Game                  | Annuschkas Spiel                 |
|                |                                |                                  |                                  |
| 50             | Kilka wersji jednej opowieści  | Three Sides To Every Story       | Drei Geschichten – eine Wahrheit |
|                |                                |                                  |                                  |
| 51             | Jazda na nartach               | Ski No Evil                      | Ski-Zirkus                       |
|                |                                |                                  |                                  |
| 52             | Wielki czarodziej              | Major Magic                      | Dodgers große Zaubershow         |
|                |                                |                                  |                                  |